# Sankt Gallen (Steiermark)
Sankt Gallen is een gemeente (marktgemeinde) in de Oostenrijkse deelstaat Stiermarken. Sankt Gallen telt 1786 inwoners (2022) en maakt deel uit van het district Liezen.
De gemeente Sankt Gallen werd in 2015 uitgebreid met Weißenbach an der Enns.

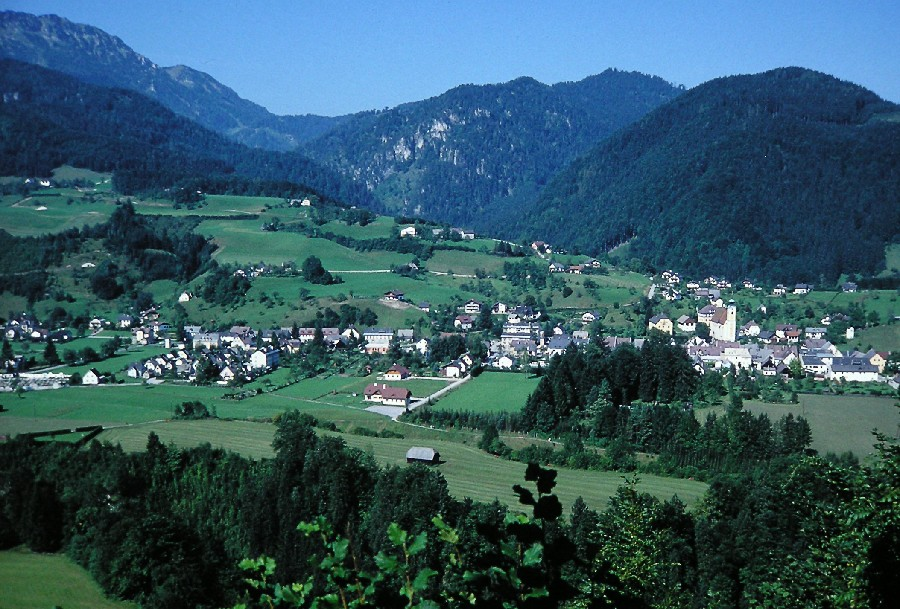
Sankt Gallen
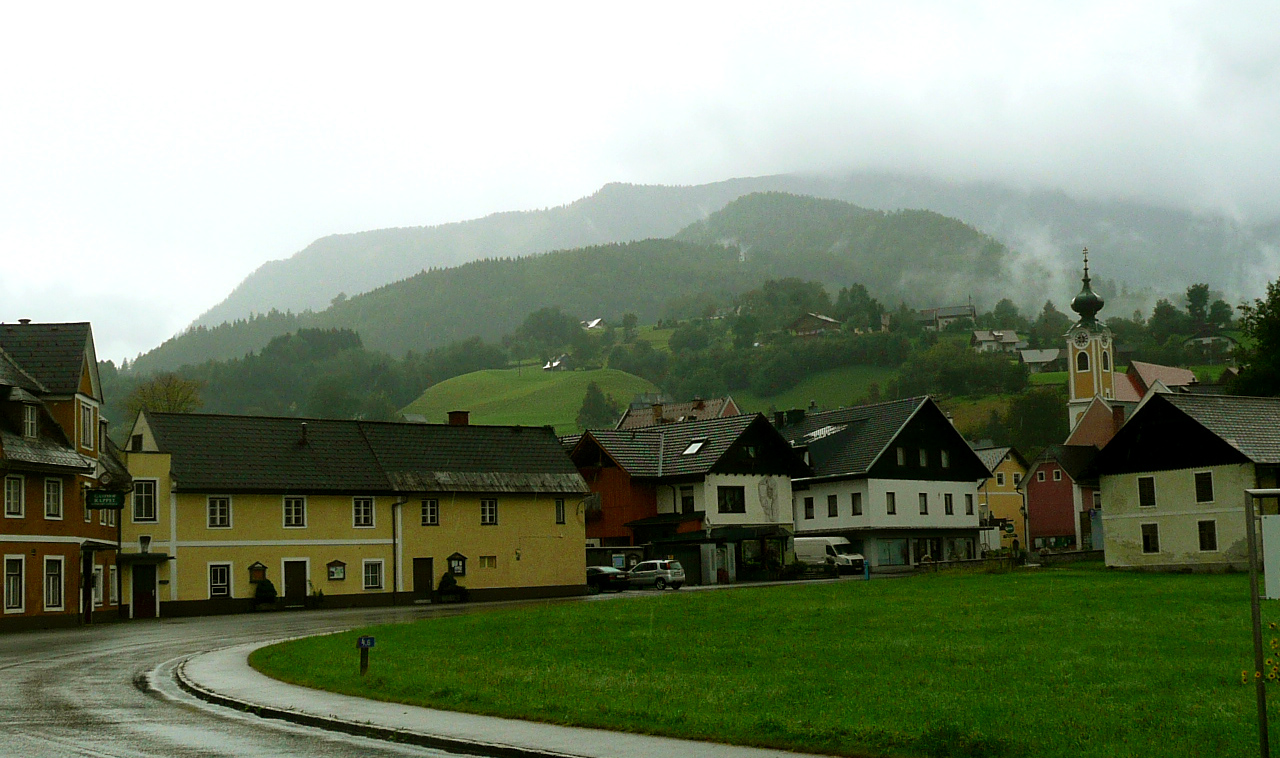
Sankt Gallen
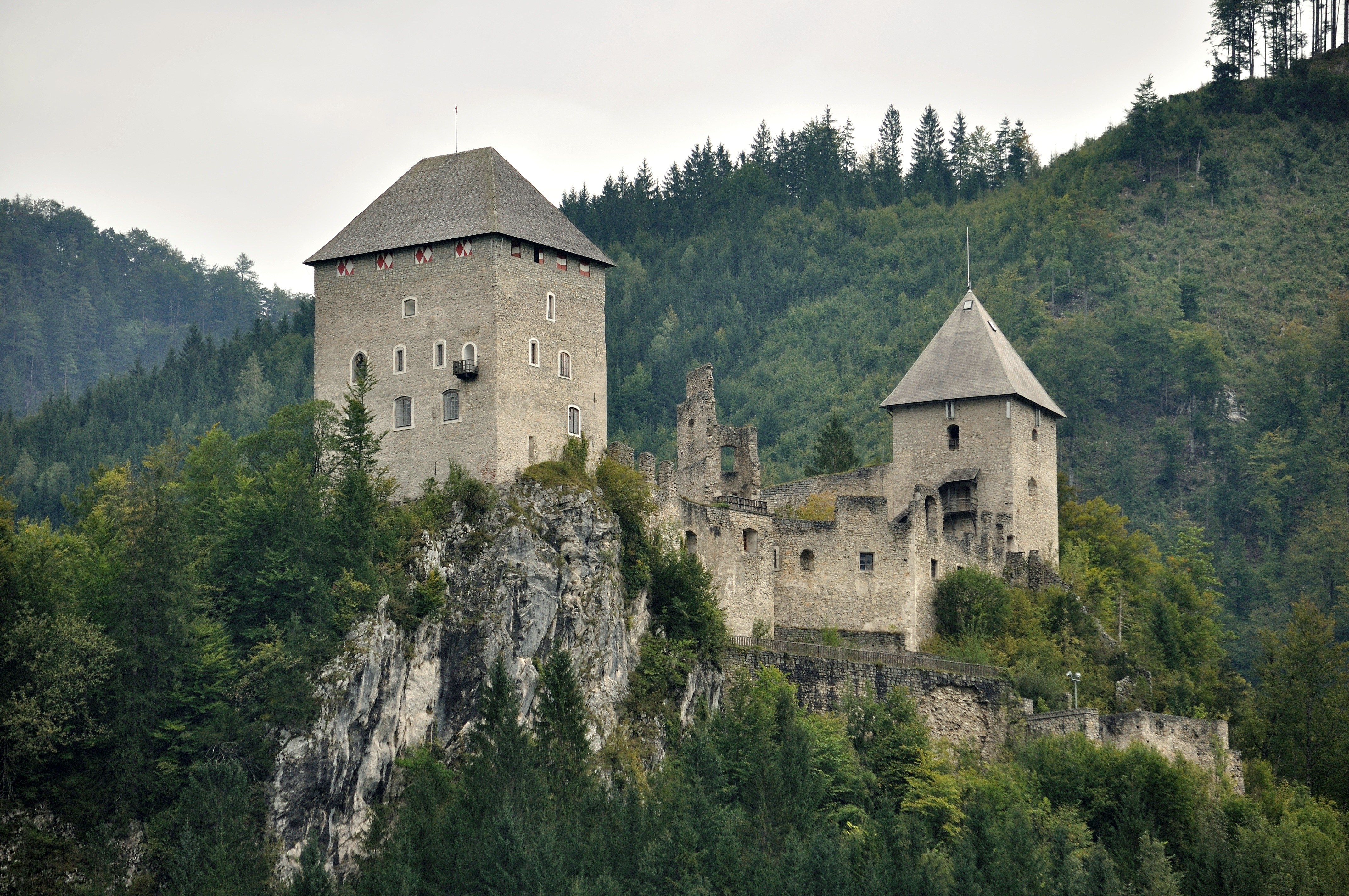
Ruïne van de burcht Gallenstein

Admont ·
Aigen im Ennstal ·
Altaussee ·
Altenmarkt bei Sankt Gallen ·
Ardning ·
Bad Aussee ·
Bad Mitterndorf ·
Gaishorn am See ·
Grundlsee ·
Irdning-Donnersbachtal ·
Landl ·
Lassing ·
Liezen ·
Rottenmann ·
Sankt Gallen ·
Selzthal ·
Stainach-Pürgg ·
Trieben ·
Wildalpen ·
Wörschach
Politische Expositur Gröbming:
Aich ·
Gröbming ·
Haus ·
Michaelerberg-Pruggern ·
Mitterberg-Sankt Martin ·
Öblarn ·
Ramsau am Dachstein ·
Schladming ·
Sölk
- Gemeinsame Normdatei: 4589970-8
- International Standard Name Identifier: 0000 0001 0940 7446
- Library of Congress Control Number: n81042831
- Système universitaire de documentation: 261915126
- Virtual International Authority File: 138041915
- WorldCat: E39PCjxHqHBXKfm9Xwt3m49DD3